# MCBook
MCBook（えむしーぶっく）は、モリサワが開発・提供している電子書籍アプリ作成ソフトウェア群の名称。
Adobe InDesignやMC-B2（モリサワのDTPソフトウェア） の組版データからiOSデバイス用電子書籍アプリとAndroid用電子書籍アプリを作成できる。
このソフトウェアで作成された電子書籍アプリはモリサワフォントを搭載している。
バージョン4.0ではEPUBの書き出しにも対応した。